# Die Freunde meiner Frau
Die Freunde meiner Frau (Alternativtitel: Vier junge Detektive) ist eine deutsche Filmkomödie aus dem Jahre 1949 von Hans Deppe. Die Hauptrollen spielen Sonja Ziemann, Carl-Heinz Schroth und Gerda Maurus.

## Handlung
Walter Brinkmann ist der Inbegriff eines überkorrekten, treudeutschen Spießers, der stets darauf achtet, dass in seinem Heim mit Ehefrau und den drei minderjährigen Kindern stets Sitte und Ordnung herrscht. Der von Walter in finanziellen Angelegenheiten beratene Freigeist und Textdichter Bernd Freiberg ist das exakte Gegenteil von Walter, und er lädt Brinkmann daraufhin in das Kabarett ein, für das er Liedtexte liefert, die seine Schwester Fee singt. Freiberg hat die Hoffnung, dass der Familienvater mit dem Flair eines Sparkassenbeamten etwas auftaut und mal auch die lockeren und lustigen Seiten des Lebens kennenlernt. Als Walter tatsächlich mit seiner Frau die Vorstellung besucht, hält ihm Freiberg mit einer Brinkmann-Parodie den Spiegel vor. Während alle im Publikum lachen, ist Walter zutiefst empört, glaubt er doch, dass er so, wie Freiberg ihn darstelle, überhaupt nicht sei. Doch bald erkennt auch er, dass ihm die Leichtigkeit des Seins fehlt und dass er mal auch etwas wagen sollte, auch mal über die Stränge schlagen sollte, um seinem eigenen, pedantischen Ego ein Schnippchen zu schlagen. Durch einen unglücklichen Umstand zufällig zum Strohwitwer geworden, weil seine Frau ohne ihn mit dem Zug fortfuhr, ergibt sich eines Tages die Möglichkeit, einmal „die Sau rauszulassen“.
So begibt sich der brave Familienvater und treusorgende Vater am darauf folgenden Abend erneut ins Kabarett, um den singenden und Beine schwingenden jungen Damen bei ihren Darbietungen zuzuschauen. Besonders gut gefällt ihm Fee Freiberg, Walters Schwester, die im Kabarett als Entertainerin arbeitet. Prompt beginnt Spießer Brinkmann Gefallen an der jungen Frau zu finden, und es bahnt sich zwischen den beiden ein harmloser Flirt an. Der halbwüchsige Bodo „Bull“ Kühn, ein Freund von Brinkmanns Kindern, bekommt Wind davon und informiert die Brinkmann-Kinder. Die sind alarmiert und nehmen sich vor, auf ihren „abtrünnigen“ Vater zu achten, solange die Mutter fort ist. Auch Haushälterin Lotte steigt heimlich Walter Brinkmann nach, um nach dem rechten zu sehen. Als die drei titelgebenden Freunde meiner Frau stellen Herbert, Uschi und Hänschen Brinkmann ihrem lustwandelnden Vater nach und entwenden seine Brieftasche, auf dass er es nicht zu toll treibt. Außerdem schicken sie ihrer Mutter ein Telegramm und bitten sie, schnellstmöglich zurückzukommen. Als Grete Brinkmann heimkehrt, erkennt sie die eine oder andere optische Veränderung an ihrem Mann. Der Ehe hat Walters Lustwandeln jedenfalls nicht geschadet, im Gegenteil: Bei einer Begegnung zwischen Fee und Mutter Brinkmann erklärt Grete der Künstlerin, dass sie ihr eigentlich ganz dankbar sei, dass sie ihren Gatten ein wenig „aufgemöbelt“ habe.

## Produktionsnotizen
Die Freunde meiner Frau entstand im Spätwinter 1949 in den Real-Film-Studios von Hamburg-Wandsbek und Rahlstedt und wurde am 25. August 1949 in der Hansestadt uraufgeführt. In Berlin lief der Film im Westen der Stadt am 4. November 1949 und im Osten am 26. Juni 1950 an.
Mitproduzent Gyula Trebitsch übernahm auch die Produktionsleitung, Mathias Matthies gestaltete die Filmbauten, Trebitsch-Gattin Erna Sander die Kostüme. Paul Grupp assistierte Chefkameramann Heinz Schnackertz.
Diese Produktion war ein so genannter Austauschfilm Westdeutschland/Mitteldeutschland.

## Kritiken
In Der Spiegel 36/1949 war zu lesen: “Regie: Hans Deppe, Altmeister-Fachmann für schlichte Filmgeschichten mit kunstvoll eingefädelten Pseudo-Komplikationen, milden Scherzen und herzigen Untertönen. Es wurde ein echter Deppe mit Musik von Willi Kollo, rund um Carl Heinz Schroth. Der erweist sich als ein nobler Komiker, ein Schauspieler, der auf vernünftige Weise ulkig sein kann. Er spielt einen langjährigen Ehemann, dessen lineare Lebensweise durch ein Beinah-Abenteuer harmlos durcheinander gerät. Es geht aber alles gut aus. Denn die "Freunde meiner Frau", die Kinder, mischen sich ein, auf ihre Weise, wie es Kinder so tun in Luststücken. Sonja Ziemann ist damit beschäftigt, verführerisch mondän zu erscheinen.”
“Die abends festlich uraufgeführten Filme „Die Freunde meiner Frau“, „Hafenmelodie“ und „Derby“ jedoch gehören zum gängigen Mittelgenre der Filmkonfektion und bedürfen keiner Auseinandersetzungen.”

„Leichte Unterhaltung, anspruchslos zubereitet, aber appetitlich serviert.“